# José Francisco Cabrita
José Francisco Cabrita (Lagos (Portugal), 16 de setembro de 1892 – Lisboa, 2 de junho de 1978) foi um professor e espírita português.
Constituiu-se em um dos elos de ligação entre as duas etapas do movimento espírita português, a saber antes e depois do Estado Novo no país.

## Biografia
Diretor da revista "Ecos do Além", de Lagoa, foi o principal promotor e organizador dos Congressos Espíritas Algarvios, que tão grande influência tiveram na difusão do Espiritismo no Algarve.
Em 20 de Junho de 1919, foi publicada uma nota de José Francisco Cabrita no jornal O Algarve, onde alertou os sócios da exinta Sociedade de Estudos Psicológicos Fraternidade Farense que tinha vendido os bens daquela organização que tinha em sua guarda, por se ter movido da cidade e não haver uma direcção constituída a quem os entregar, tendo o produto da venda sido doado ao Abrigo de Santa Isabel.
De acordo com declaração do Dr. António Joaquim Freire na obra "Evolução do Espiritismo", foi de uma ideia de Cabrita, que o próprio Freire "agarrou", que surgiu o I Congresso Espírita Português, em 1925.
Foi ainda um dos mais ativos dinamizadores da União Espírita Algarvia, primeira associação espírita regional no país, e exemplo das que depois se foram criando.[carece de fontes?] O jornal O Algarve de 24 de Outubro de 1926 noticiou que a União Espírita do Algarve tinha organizado uma conferência no dia 31 desse mês, sendo José Francisco Cabrita citado como um dos membros da comissão consultiva.
O Jornal do Algarve de 8 de Março de 1969 reportou que tinham sido eleitos novos dirigentes para a Casa do Algarve em Lisboa, no biénio de 1969 a 1970, tendo o professor José Francisco Cabrita sido nomeado por Loulé para membro do Conselho Superior Regional.
A seu respeito, lê-se na revista "Estudos Psíquicos":
"(...) José Francisco Cabrita foi um batalhador que nunca esmoreceu, mesmo quando ventos contrários pensaram abafar as vozes dos espíritas portugueses. Através de conferências, palestras e um nunca acabar de artigos dedicou toda a sua vida à propaganda dos postulados Kardecistas."